# 超人力霸王銀河
《超人力霸王銀河》（日語：ウルトラマンギンガ）是圓谷製作所制作的特攝電視劇，於2013年7月10日到12月18日播映，全14話。標語為：「你是英雄！！（君が、ヒーローだ!!）」

## 概要
故事時序
| 銀河（2013年）          |  |
|                         |  |
| 銀河S（2014年）         |  |
|                         |  |
| 銀河S：電影版（2015年） |  |
|                         |  |

本作是圓谷製作創立50週年紀念作皆「新生代英雄系列」的首部作品。同時也是2007年播出《超人七號X》之後近六年來首度推出的超人力霸王電視系列，而本部整個故事由上半部（2013年7月10日至8月14日）及，下半部（2013年11月20日至12月18日）和兩部外傳電影組成。另外自本作起之後接檔的新系列作品，總集數均未超過25話。

### 風格·企劃
本作中最大的特色，在於主角「禮堂光」和敵方分別可以透過「銀河火花」和「黑暗火花」使過去已經變成玩偶的超人和怪獸實體化並放大化作爲戰鬥力，而變身者本身亦可以控制實體化的超人和怪獸，因此敵人也由敵方尋找有負向能量的人類來變身。奥特曼和怪獸會因應使用者而定出正義與邪惡，此外部分前作的超人和怪獸出現在本作中。
另外，本作也是系列中第一部沒有出現地球防衛隊的作品，主角和周圍的常設角色幾乎完全是以高中生組成，舞台則是設定於當代日本的一個地方城市，主角最初並未有保護地球和宇宙的使命感，而是為保護身邊的人的動機而戰鬥，並以「夢」作為主題，描繪時下高中生對於青春的憂愁和將來的迷惘，根據導演阿部雄一表示，《銀河》是較為熟悉又貼近平常生活的作品，並非較為高尚，英雄主義的作品。
出於規避風險等原因，本次將由製作委員會形式進行製作。
在企劃的最初構想中，由於《超人力霸王蓋亞》將迎來15週年，因此曾計劃讓作品的主人公高山我夢以大學教授的身份客串出現，此外，還有以小學生和初中學生作為主角的計劃。而作為該系列的一部分的長谷川圭一，曾考慮讓在這部作品中讓主角成為初中生來區分，因考量到東映特攝劇集《假面騎士Fourze》早已使用高中生的設定，但最終還是選擇了高中生作為孩子們可以敬佩的對象。
2014年7月起，其續作《超人力霸王銀河S》播映。

## 故事大綱
很久以前，超人力霸王戰士們和怪獸在發生暗黑火花戰爭(Dark Spark War)的時候，引發該戰爭的罪魁禍首「暗黑路基艾爾」卻使用讓所有生物陷入時間停歇的暗黑波動能力，並將所有的超人力霸王戰士，怪獸和宇宙人全變成火花人偶，並與突然出現的神秘戰士「超人力霸王銀河」戰鬥，最終導致兩敗俱傷，雙方也因能力用盡而進入沉睡狀態，而所有的人偶也變成流星墜落到另一個地球上。
2013年。從外國回來的少年「禮堂光」命運般的被選中為超人力霸王銀河的繼承者，同時暗黑路基艾爾正利用着人們心中的黑暗獲得邪惡力量想要復活。
為了保護降星市，禮堂光則決定使用銀河火花的力量變身成銀河與怪獸、宇宙人展開激烈的戰鬥。

## 背景設定
暗黑火花戰爭(Dark Spark War)
火花人偶（スパークドールズ）
超人力霸王和怪獸因受到暗黑火花的力量而變成的軟膠。身體上（一般在腳底）有一個實體化紋章（ライブサイン）能进行超实体化。
實體被變成人偶後都失去了自我意識，但太郎和銀河除外。
暗黑火花（ダークスパーク）
與銀河火花對立著的暗黑火花，光之国传说中的两个神秘道具之一，能令生物的时间陷入停滞，同時也是暗黑路基艾爾的道具，
能把超人力霸王或怪兽的人偶进行黑暗实体化（ダークライブ，Dark Live），该能力可以使超人力霸王实体化为黑暗巨人。
可以通过向玩偶注入黑暗能量使之实体化，此时玩偶内不需要控制者。坠落到地球后摧毁了银河神社，白井杏子无意捡到后立刻被路基艾尔附身，此外還能變成褐色的三叉戟。
暗黑虚拟火花（ダークダミースパーク）
由人類心中的黑暗產生的量產型火花。暗黑火花产生的复制品，
外形与黑暗火花相似，颜色为紫色，透明状。同样具有黑暗实体化的能力，还能利用人心的阴暗面，迷惑人的心智。
银河亮光火花（ギンガライトスパーク）
第8话出現，为银河火花的复制品，会在人们的希望与信念一致的时候出现。銀河火花被奪走后石動美鈴的祈祷中出现，并使其变为雷德王帮助银河奥特曼战斗。
美鈴的父亲，健太和千草分別又來變身成賽文，迪迦和奥特曼。外形与银河火花类似，颜色为蓝色，透明状。如果实体化的时候心中充满希望与信念可将火花人偶恢复原形。
最后一集在众人的意念下出现，使超人力霸王太郎巨大化。
操縱槍（ガンパッド）
一条寺友也持有的道具，一部可变形的高科技掌上电脑，也是实体化并操纵詹杀手/詹奈的仪器。
作为掌上电脑（Pad）时能监测数据，查看詹奈修复进度等等。可变形为手枪（Gun）形状，用于控制詹杀手/詹奈发射各种武器，並未知其來源。
降星市
禮堂光的故鄉，也是本作登場的主舞台。
私立降星小学校
禮堂光和他的朋友過去就讀的小學校，目前已經遭到廢校而關閉
近期則開始商量拆除学校的計劃，並使整體校區變成一個度假區。
銀河神社
美鈴擔任巫女的在地神社，多年前因黑暗火花連同大量火花人偶一起墜落至降星山燒毀了銀河神社。
原本的銀河神社被燒毀後，白井杏子校長則把學校的音樂教室借出給禮堂光的爺爺禮堂秀真，作為新的神社使用。

## 登場人物

### 主要人物
| 角色                           | 演員                    | 配音           | 介紹 |
| 禮堂光 （ Hiroyuki Kudo）      | 根岸拓哉 童年：安井亜漣 | 宋昱璁（台灣） | 本作主角，超人力霸王銀河的變身者，17歲，高中二年級學生。 出生於1996年7月10日，在暑假離開搖滾歌手父母的身邊而返回出生的城市——星降市，夢想將來能成為冒險家。挑戰心和正義感都非常高。 第1話因中在銀河神社意外撿拾到銀河火花，並遇到成為火花娃娃的超人力霸王太郎後，才知道自己已成為被選中為超人力霸王銀河的繼承者。之後他為了保護降星市，禮堂光則決定使用銀河火花的力量變身成銀河與怪獸、宇宙人展開激烈的戰鬥。 最初，他計劃僅在暑假期間留在星降市，因為他無法掌握幕後黑手的身份則繼續留在這裡。 最終話在眾夥伴們的幫助下一同阻止了暗黑路基艾爾的陰謀。之後在和銀河、太郎和星降市的朋友們告別後回到了父母所在英國倫敦，並以世界第一的冒險家為目標展開環遊世界的冒險。 在續作《超人力霸王銀河S》則加入了U.P.G，再度作為主角活躍登場。 |
| 石動美鈴 （ Homare Soya）      | 宮武美櫻 童年：宮坂美里 | 李昀晴（台灣） | 本作女主角，17歲，住在星降市的高中二年級生。 是一位善良又美貌出眾的女孩，同時也是小光的青梅竹馬，故事開始時為唯一知道光可以變身的角色，她夢想是成為日式糕點師。暑假期間則是在在銀河神社打工。 在第8話時，向銀河神社祈禱而意外獲得了銀河亮光火花，超實體化為雷德王迎戰扎拉加斯。 在第10话中因对父亲变为黑暗超人而感到悲愤，被那克尔星人黑暗实体化为超级古兰特王。在礼堂光将意识传入其中后将其说服并离开，一起与小光操控银河使出“银河日光”将超级古兰特王击败。 最終话和星降市众人一同获得银河亮光火花，阻止了暗黑路基艾爾的陰謀。并将太郎恢复原形後向太郎告別。 在續作《超人力霸王銀河S》第9話和最終話則再度客串登場。 |
| 渡會健太 （ Pirika Asahikawa） | 大野瑞生                | 張立昂（台灣） | 17歲，住在星降市的高中二年級生。 禮堂光的童年好友，老家是一個小小的照片館。將来的夢想是成為一名專業的攝影師。曾因無法保持動力並放棄了夢想，但在第3話中後則重新獲得了信心。 曾被巴爾基星人和友也利用而意外獲得過黑暗火花而捲入黑暗火花事件。並在第十话首度超实体化为超人力霸王迪卡阻止由美鈴變成的超级古兰特王。 最終话和星降市众人一同获得银河亮光火花，阻止了暗黑路基艾爾的陰謀。并将太郎恢复原形後向太郎告別。 在續作《超人力霸王銀河S》最終話則再度客串登場。 |
| 久野千草 （ Kana Sasaki）      | 雲母（演員）            | 陳貞伃（台灣） | 17歲，住在星降市的高中二年級生。 禮堂光的童年好友，非常喜歡唱歌，夢想是成為一名受到眾人注目的偶像。曾被巴爾基星人利用，實體化為海底猿人拉貢而捲入黑暗火花事件。並在第十话首度超实体化为超人力霸王阻止超级古兰特王。 最終话和星降市众人一同获得银河亮光火花，阻止了暗黑路基艾爾的陰謀。并将太郎恢复原形後向太郎告別。 在續作《超人力霸王銀河S》第12話和最終話則再度客串登場。 |
| 一条寺友也 （ Kirisaki）       | 草川拓彌                | 孟慶府（台灣） | 第2話登場，17歲。沉默寡言的神秘轉校生。 個性沈默寡言，是大企業總經理一條寺康采的公子，於半年前來到降星市，在阿克雷星人合作下獲得了黑暗虛擬火花，並並透過操縱槍來實體化詹殺手並控制它，試圖打败并且超越超人力霸王银河。 然而與小光等人的開導下才知曉了羈絆的重要，並將詹殺手變成詹奈之後則成為了小光的得意助手，並在太郎和夥伴們的幫助下一同阻止了暗黑路基艾爾的陰謀。 在續作《超人力霸王銀河S》則是以U.P.G的勤務員及科學顧問的主角角色身份登場。 |

### 其他人物
- 礼堂秀真（津川雅彦飾）

62歲。光的祖父，銀河神社的祭司。
和小光一樣也是被銀河火花选中的人。首先发现了隐藏的路基艾尔，并于第十话将其从白井校长体内驱逐。
- 白井杏子（木野花飾）

56歲。被廢校的降星小學前校長。因无意中捡到暗黑火花而被暗黑路基艾尔附体，在自己感觉不到的情况下被控制着。
第十话在礼堂秀真的帮助下解脱，可为时已晚并于在最終話复发导致了路基艾尔的复活。但最终凭着坚强的意志摆脱了控制并和星降村众人一同获得银河亮光火花并将太郎恢复原形。
- 柿崎太一（宇野祥平飾）

35歲。降星市的巡邏警察。原同为星降小学学生，大里刚的童年好友。第十一话带头唱星降小学的校歌唤起大家的希望并和星降村众人一同获得银河亮光火花并将太郎恢复原形。
- 山田和木村（金山一彦和兒玉宣勝（日语：兒玉宣勝）飾）

第1話和第6話、最終話登場，
- 矢神（黒石高大飾）

第2話、最終話登場，
- 菅生由香（深華飾）

第3話、最終話登場。
- 一条寺雅也（並樹史朗飾）

僅餘第5話和第6話登場，友也的父親，大企業總經理。
- 大里剛（虎牙光揮飾）

第7話開始登場，原为拳击手，后因赌博丑闻而退役。同为星降小学毕业生，是柿崎的童年好友。因不明原因而被黑暗实体化为黑暗伽汝贝罗斯。一开始性格自暴自弃，但被礼堂光唤回了梦想并一拳击倒纳克尔星人从而使众人夺回银河火花。第十一话和星降村众人一同获得银河亮光火花并将泰罗恢复原形。
- 石動誠一郎（野村宏伸飾）

第7話開始登場。美鈴的父親。
原同为星降小学学生，用黑暗火花而變成暗黑賽文。第十话超实体化为赛文阻止超级古兰特王。第十一话和星降村众人一同获得银河亮光火花并将泰罗恢复原形。
- 桑原伸吾（阿部翔平飾）

第7話開始登場。原同为星降小学学生，为商量拆除学校一事而来，同样被困学校。为离开学校而帮助那克尔星人偷盗银河火花，结果反被黑暗实体化为扎拉加斯。第十一话和星降村众人一同获得银河亮光火花并将泰罗恢复原形。
- 黒木知美（川上麻衣子飾）

第7話開始登場。原同为星降小学学生，为商量拆除学校一事而来。曾试图逃离学校却被那克尔星人黑暗实体化为安东拉，接着因为碍事而被暗黑赛文击倒。第十一话和星降村众人一同获得银河亮光火花并将泰罗恢复原形。

## 本作登場的超人力霸王

### 超人力霸王銀河
本作登場的超人力霸王，是來自未來的銀河霸者，本體以人偶狀態隱藏在銀河火花里。由於暗黑火花戰爭（Dark Spark War）的罪魁禍首「暗黑路基艾爾」試圖使用利用人类心中的黑暗面将他们黑暗实体化为怪兽从而获得邪恶能量复活，因此當當充滿勇氣的心與銀河相呼應時，禮堂光即能與銀河一體化，現出巨大化的身姿。唯一擁有與暗黑路基艾爾相當的實力，
在暗黑火花戰爭（Dark Spark War）與暗黑路基艾爾大戰後本身原有的能力一直尚未覺醒。
第六話首次出現本體意識，第十一話中太郎給予所有人們的希望之力後覺醒，在月球上消滅了暗黑路基艾爾，在於小光等人道別後離開了地球。
- 人間體:禮堂光
- 身高:微型~無限（未知數）
- 體重:微型~無限（未知數）
- 活動時間：3分鐘，觉醒后無限
- 水晶:銀河沒有形態變換的說法，只是在使用技能瞬間身上的水晶會變換顏色。

銀河的外觀穿戴著“等離子火花”製成的特殊甲胄。身體是紅銀相間的左右對稱花紋，頭部、雙耳、胸前、肩部、手腕、雙腿均鑲嵌有由“等離子火花”組成的藍色水晶。

#### 變身器
- 銀河火花（ギンガスパーク）

能使禮堂光變身成銀河的道具，光之國傳說中的兩個神秘道具之一，是與黑暗火花對立的存在。太郎稱之為「解開黑暗詛咒的唯一希望」。
持有者能把超人力霸王或怪兽的玩偶进行超实体化（ウルトライブ，Ultra Live），并在内部控制其行动。
中途可以替换人偶进行超实体化。但个别人偶不能实体化。可以變成一把藍色的流星槍。
不過一次實體化變身的戰鬥時間只有3分鐘左右，超過時限則會讓禮堂光陷入危險。

#### 銀河水晶
- 銀河普通水晶

超人銀河的基本的水晶顏色，披甲散發著藍色光輝。
- 銀河閃電水晶

超人銀河的電力強化水晶，銀河水晶閃耀著金黃色光輝，首次登場在第一話。
- 銀河火焰水晶

超人銀河的火焰強化水晶，全身的銀河水晶變成火焰紅色，首次登場在第二話。
- 銀河英勇水晶

超人銀河的英勇強化水晶，全身的銀河水晶閃著銀白色的光，首次登場在第三話。
- 銀河感化水晶

超人銀河的綠色感化水晶，全身的銀河水晶發出綠色的光芒，首次登場在第四話。
- 銀河爆裂水晶

超人銀河的紫色爆裂水晶，全身的銀河水晶發出強烈的紫色光芒，首次登場在第五話。
- 銀河日光水晶

超人銀河的粉色日光水晶，全身的銀河水晶發出強烈的粉色光芒，首次登場在第十話。
- 銀河覺醒水晶

超人銀河的彩色覺醒水晶，全身的銀河水晶發出強烈的彩色光芒，首次登場在第十一話。

#### 必殺技
- 銀河屏障

用手擋在身前，做出一个星系狀屏障，可擋住對手的進攻。
- 銀河雷電擊

首先從自身頭部，雙臂和胸口處向天空中釋放電擊能量產生烏雲，之後集中烏雲中的能量，然後左手穩定能量，並用右手放出聚集的電擊對目標造成極大的電擊傷害！用此招將閃電達蘭比爾擊敗。
- 銀河火焰球

讓自己全身變為红色，周圍被火焰球圍著，蓄力再由右拳向前 ，周圍的火焰球就迅速向前飛近，造成高熱度的巨大傷害。用此招將凱姆爾人擊敗。
- 銀河聖劍

從右腕的水晶中伸出銀色的巨劍，蓄力向地上砍去，噴出岩漿，造成巨大的傷害，用此招將龎敦王秒殺。
- 銀河慰藉

將身上的綠色光芒匯集到右手，形成綠色的感化能量，然後讓光芒飛到怪獸上空，利用光的力量使怪獸變回人偶形態。
- 銀河閃斬

將能量聚集到頭部，從頭部發出深邃的紫色光刀，產生巨大的威力，用此招给予詹殺手嚴重的傷害。
- 銀河穿擊光線

集中全身所有银河水晶的光芒，让银河穿击光线从手臂发出，对敌人造成致命伤害，用此招将巴尔基星人击败。
- 银河日光

全身水晶发出粉色的光芒，将能量汇聚到双手手臂，从双手发出银河日光光线，用强大的光之能量将黑暗焚烧殆尽。此招由礼堂光和石动美玲同时控制银河释放；击败了巨大化的超级怪兽超级古兰特王和暗杀宇宙人灰色纳克尔星人。
- 银河ESPECIALLY

聚集超人银河所有的力量，在面前形成银河系状的能量球，然后迸发出去，造成巨大的破坏，威力及其巨大，足以摧毁直径1km以上的陨石。

#### 在其他作品的登場
《超人力霸王銀河S》: 全劇
《超人力霸王X》: 第13及14話
《超人力霸王大河》: 第1話
- 電影

《超人力霸王銀河S:決戰！超人10勇士！》（2015年）
《超人X大電影 我們的超人來了》（2016年）
《超人力霸王Orb 絆之力，請借我一用吧》（2017年）
《超人力霸王大河 :新世代巔峰戰》（2020年）
- 網路劇集

《超級銀河格鬥 新生代英雄》（2019年及2020年）

### 超人力霸王太郎
原文： / Ultraman Taro（石丸博也 聲演）
1973年特攝作品《超人力霸王太郎》的主角，來自M78星雲光之國的戰士，是超人之父與超人之母的親生兒子，同時也是超人兄弟的第六位成員，其格鬥能力十分出色。
在本作中因受到黑暗火花的影響而變成軟膠人偶，由于受到超人兄弟的保护没有直接被暗黑火花的黑暗光线击中从而保留了意识并可四处移动。
在第1話曾指使光去取得银河火花，因為變成人偶，遇到攻擊時，只能用超人念力來防禦。自從變成軟膠以後就總是說著:「好想快點變大！」在最終話中因眾人的希望的力量使其恢復原形，在路基艾尔败北后解除诅咒，向礼堂光道别后与所有超人力霸王和怪兽返回宇宙。

## 主要演員名單
主演
- 禮堂光 - 根岸拓哉
- 石動美鈴 - 宮武美櫻
- 渡會健太 - 大野瑞生（日语：大野瑞生）
- 久野千草 - 雲母（演員）（日语：雲母 (女優)）
- 一条寺友也 - 草川拓彌
- 白井杏子 - 木野花
- 礼堂秀真 - 津川雅彦
- 柿崎太一 - 宇野祥平
- 大里剛 - 虎牙光揮（7,8,10,11）
- 桑原伸吾 - 阿部翔平（7,8,10,11）
- 黒木知美 - 川上麻衣子（7 - 11）
- 石動誠一郎 - 野村宏伸（7 - 11）

客演
- 山田 - 金山一彦（1,2,11）
- 木村 - 兒玉宣勝（日语：兒玉宣勝）（1,2,11）
- 婦人 - 安室満樹子（日语：安室満樹子）（1）
- 犬 - グリちゃん（1）
- 矢神 - 黒石高大（2,11）
- 禮堂光（小學2年級時） - 安井亜漣（2）
- 石動美鈴（小學2年級時） - 宮坂美里（日语：宮坂美里）（2）
- 菅生由香 - 木村深華（日语：木村深華）（3,11）
- 攝影師 - 宮下貴浩（日语：宮下貴浩）（4）
- 攝影師助手 - 杉山裕右（4）
- 雑誌女星 - 天野麻菜（4）
- 一条寺雅也 - 並樹史朗（5,6）
- 降星小学校卒業生 - 植村恵（日语：植村恵）、みむらえいこ、中山さおり（11）
- 馬克馬星人（人類型態） - 田久保宗稔（日语：田久保宗稔）（番外編）
- 吉拉斯 - 出口ジャック（番外編）

聲演
- 超人力霸王太郎 - 石丸博也 / 少年時代 - 松本健太（日语：松本健太）（6）
- 超人力霸王銀河 / 暗黑路基艾爾- 杉田智和
- 馬克馬星人 -  橋本達也（日语：橋本達也 (俳優)）（1 - 6,番外編）
- 警察無線 /馬克馬星人 - 外島孝一（日语：外島孝一）（3 / 番外編）
- DJ・アズ - 八木あずさ（4）
- 超人力霸王之母 - 大谷美紀（6,11）
- 納克爾星人格雷- 平野勲人（日语：平野勲人）（7 - 10,番外編）
- 超人力霸王之父 - 金子冬青（日语：かねこはりい）（11）
- 伊卡魯斯星人 - 関智一（番外編）
- 銀河火花音声 / 暗黑火花音声 - 川原慶久（ノンクレジット）[2]

戲服演員
- 超人力霸王銀河 - 寺井大介（日语：寺井大介）
- 詹殺手（詹奈） - 桑原義樹（日语：桑原義樹）
- 梶川賢司
- 力丸佳大（日语：力丸佳大）
- 末永博志（日语：末永博志）
- 福島龍成
- 大村将弘
- 黑暗迪卡、黑暗超人七號 - 岩田栄慶（日语：岩田栄慶）
- 新井宏幸（日语：新井宏幸）
- 岡部暁（日语：岡部暁）
- 丸田聡美（日语：丸田聡美）
- 福島弘之
- 横尾和則（日语：横尾和則）
- 矢﨑大貴
- 湯原愛子
- 安達仁美（日语：安達仁美）

## 各集標題
| 播放日期   | 話數        | 日本原文標題 | 中文標題                                      | 登場怪獸、宇宙人 | 銀河以外登場的戰士                                                        | 編劇       | 監督         |
| ---------- | ----------- | ------------ | --------------------------------------------- | --- | ------------------------------------------------------------------------- | ---------- | ------------ |
| 2013/7/10  | 01          |              | 降星镇                                        | - 布莱克王（SD） - 闪电达兰比尔（SD） | ―                                                                         | 長谷川圭一 | 阿部雄一     |
| 2013/7/17  | 02          |              | 夏夜之夢                                      | - 凯姆尔人（SD） - 闪电达兰比尔（SD） | ―                                                                         | 長谷川圭一 | 阿部雄一     |
| 2013/7/24  | 03          |              | 雙頭的火焰獸                                  | - 凯姆尔人（SD） - 庞敦王（SD） | 詹殺手                                                                    | 谷崎あきら | 原口智生     |
| 2013/7/31  | 04          |              | 偶像是拉貢                                    | - 拉贡（SD） - 庞敦王（SD） | 詹殺手                                                                    | 荒木憲一   | 原口智生     |
| 2013/8/7   | 05          |              | 憎恨夢想的人                                  | - 凯姆尔人（SD） - 多拉格里（SD） | 詹殺手 暗黑迪卡                                                           | 赤星政尚   | 梶研吾       |
| 2013/8/14  | 06          |              | 賭上夢想的戰鬥                                | - 巴爾基星人(SD) | 詹殺手（詹奈） 超人之父（回忆） 超人之母（回忆） 暗黑迪卡                 | 赤星政尚   | 梶研吾       |
| 2013/9/7   | 6.5（外傳） |              | 超人力霸王銀河劇場Special                     | - 泰兰特(SDU) - 伊卡爾斯星人(SD) | 暗黑扎基 迪卡 詹奈                                                        | 谷崎あきら | アベユーイチ |
| 2013/11/20 | 07          |              | 被封閉的世界                                  | - 暗黑伽汝貝魯斯(SD) - 布莱克王（SD） | 暗黑扎基(回憶)                                                            | 長谷川圭一 | 原口智生     |
| 2013/11/27 | 08          |              | 被奪走的銀河火花                              | - 雷德王(SD) - 扎拉加斯(SD) | 暗黑超人力霸王                                                            | 長谷川圭一 | 石井良和     |
| 2013/12/4  | 09          |              | 漆黑的超人兄弟                                | - 安东拉(SD) - 伽休莱因(SD) | 暗黑超人力霸王 暗黑賽文 詹奈                                              | 荒木憲一   | 石井良和     |
| 2013/12/11 | 10          |              | 暗與光                                        | - 超級古蘭特王(SD) | 詹奈 超人力霸王 賽文 迪卡                                                 | 谷崎あきら | アベユーイチ |
| 2013/12/18 | 11          |              | 你的未來                                      | - 暗黑路基艾爾 | 太郎 超人之父（太郎的意識中） 超人之母（太郎的意識中）                    | 長谷川圭一 | アベユーイチ |
| 2014/2/26  | 12(番外篇)  |              | 殘留的夥伴                                    | - 馬格馬(SD) - 宇宙恐龍傑頓(SD) | 超人力霸王 迪卡                                                           | 足木淳一郎 | 村上裕介     |
| 2014/3/15  | 外傳        |              | 超人力霸王銀河劇場Special 超極怪獸☆英雄大亂戰 | - 哥莫拉4種(普通，機械，EX，雷歐尼克斯爆發)（SDI） - 雷德王2種(普通，EX)（SDI） - 泰拉斯特(SDI) - 多拉考(SDI) - 多拉格裡(SDI) - 傑頓(SDI) - 米克拉斯(SDI) - 巴爾坦星人(SDI) - 卡奈貢(SDI) - 眼Q(SDI) - 扎姆夏(SDI) - 佐亞穆魯奇(SDI) - 阿庫瑪尼亞星人(SDI) - 莫奇隆(SDI) - 斯諾貢(SDI) - 亞美塔蘭斯(SDI) - 米拉庫魯星人(SDI) | 超人力霸王 賽文 太郎 迪卡 邪惡迪卡 混沌超人 混沌機械U 混沌機械T 混沌機械S | 赤星政尚   | 原口智生     |

## 特別劇場版
2013年9月7日《超人力霸王銀河劇場Special》上映，2013年12月25日DVD碟片發行。
2014年3月15日《超人力霸王銀河劇場Special 超極怪獸☆英雄大亂戰》上映。

## 主題曲

### 片頭曲
- 「Legend of Galaxy 〜銀河の覇者」

作詞：高見澤俊彦／作曲：高見澤俊彦／編曲：高見澤俊彦、本田優一郎／歌：Takamiy、宮野真守

### 片尾曲
- 「Starlight」

Lyric&Music&Arrangement：丸山真由子／歌：ウルトラ超特急

### 插曲
- 「ウルトラマンギンガの歌」（第1-3、6、7、10話、最終話）

歌：voyager、千紗（girl next door）、竹内浩明、マリア春菜、根岸拓哉、宮武美櫻、大野瑞生、雲母、草川拓彌
- 「夏の風 秋の風」（第4話）

作詞：マリア春菜／作曲、編曲：小西貴雄／歌：千紗（girl next door）、マリア春菜、雲母
- 「ウルトラマンタロウ」（最終話）

作詞：阿久悠／作曲、編曲：川口真／歌：武村太郎、少年少女合唱団みずうみ

## 外部連結
- 《超人力霸王銀河》官方網站 （页面存档备份，存于）（日語）
- 《超人力霸王系列》遊戲機台官網 （页面存档备份，存于）（日語）
- 《超人力霸王系列》萬代官網 （页面存档备份，存于）（日語）
- 《超人力霸王系列》官方推特 （页面存档备份，存于）（日語）

## 關連項目
- 超人力霸王銀河S
- 特攝
- 圓谷製作